# Arangozqui
Arangozqui es un despoblado español del municipio de Urraúl Alto, perteneciente a la Comunidad Foral de Navarra.

## Historia
Hacia mediados del siglo XIX, el lugar, ya por entonces perteneciente a Urraúl Alto, tenía contabilizada una población de 26 habitantes. Aparece descrito en el segundo volumen del Diccionario geográfico-estadístico-histórico de España y sus posesiones de Ultramar de Pascual Madoz con las siguientes palabras:

ARANGOZQUI: l. del valle y ayunt. de Urraul-Alto, en la prov., aud. terr. y c. g. de Navarra, merind. de Sangüesa, part. jud. de Aoiz (3 leg.), dióc. de Pamplona (8), arciprestazgo de Lónguida: sit. en terreno pendiente al N. del valle, donde le combaten libremetne todos los vientos, y goza de clima sano. Tiene 5 casas y 1 igl. parr. bajo la advocacion de San Martin, servida por 1 cura párroco, llamado abad. Confina el térm. por N. con el de Aristu (1/2 leg.), por E. con el de Ayechu (igual dist.), por S. con el de Eparoz (1), y por O. con el de Arizcuren (3/4). Le cruza un riach., que naciendo en la inmediata montaña de Areta, pasa cerca del pueblo, y sus aguas sirven para consumo de los hab., abrevadero de ganados, y otros usos. El terreno es bastante estéril, y se halla la mayor parte inculto por su escesiva escabrosidad. Tiene muchos bosques con arbolado de encinas, robles y pinos, cuya madera es buena para construccion, y aprovecha para combustible. La mayor riqueza del térm. consiste en los abundantes y sabrosos pastos, con que se alimenta crecido número de rebaños: prod. ademas algun trigo, cebada, avena y pocas legumbres: cria ganado vacuno, mular, de cerda, lanar y cabrio: hay caza de varias clases y bastantes animales dañinos: pobl.: 5 vec., 26 alm.: contr.: con el valle.
(Madoz, 1845, p. 429)